# Qualificazione Olimpica FIBA 2012 - Torneo maschile
Il Torneo Maschile di Qualificazione Olimpica FIBA 2012 (denominato ufficialmente FIBA World Olympic Qualifying Tournament for Men) si è svolto dal 2 all'8 luglio 2012 a Caracas, in Venezuela.
Le prime tre classificate hanno avuto accesso al Torneo olimpico 2012, in programma a Londra dal 28 luglio al 12 agosto.
Tutti gli incontri hanno avuto luogo presso il Poliedro de Caracas.

## Squadre partecipanti
EuroBasket 2011
- Russia
- Macedonia
- Lituania
- Grecia

AfroBasket 2011
- Angola
- Nigeria

Americas Championship 2011
- Rep. Dominicana
- Porto Rico
- Venezuela

Asia Championship 2011
- Giordania
- Corea del Sud

Oceania Championship 2011
- Nuova Zelanda

## Risultati

### Prima fase a gruppi

#### Gruppo A
| Squadra    | P.ti | G | V | P | PF  | PS  | DP  |
| ---------- | ---- | - | - | - | --- | --- | --- |
| Grecia     | 4    | 2 | 2 | 0 | 205 | 147 | +58 |
| Porto Rico | 3    | 2 | 1 | 1 | 177 | 150 | +27 |
| Giordania  | 2    | 2 | 0 | 2 | 115 | 200 | -95 |

##### Risultati
| Arbitri: | Vicente Bultó Alejandro César Chiti Longsheng Qiao |

|                 |          |              |
| Papanikolaou 19 | Punti    | 14 Soobzokov |
| Spanoulīs 7     | Assist   | 4 Soobzokov  |
| Mpourousīs 7    | Rimbalzi | 7 Abbas      |

| Arbitri: | Juan Carlos García González Juan José Fernández Nachid Messaoudi |

|            |          |             |
| Daghles 17 | Punti    | 20 Ramos    |
| Daghles 3  | Assist   | 6 Rodríguez |
| Daghles 7  | Rimbalzi | 9 Ramos     |

| Arbitri: | Bradley Jon Giersch Matej Boltauzer Michael John Weiland |

|          |          |                       |
| Ramos 15 | Punti    | 27 Spanoulīs          |
| Barea 4  | Assist   | 5 Calathes, Spanoulīs |
| Ramos 7  | Rimbalzi | 4 quattro giocatori   |

#### Gruppo B
| Squadra   | P.ti | G | V | P | PF  | PS  | DP  |
| --------- | ---- | - | - | - | --- | --- | --- |
| Lituania  | 3    | 2 | 1 | 1 | 180 | 168 | +12 |
| Nigeria   | 3    | 2 | 1 | 1 | 155 | 151 | +4  |
| Venezuela | 3    | 2 | 1 | 1 | 153 | 169 | -16 |

##### Risultati
| Arbitri: | Juan Carlos García González Matej Boltauzer Rüştü Nuran |

|                 |          |             |
| Diogu 14        | Punti    | 24 Vásquez  |
| Oguchi, Skinn 4 | Assist   | 6 Cubillán  |
| Diogu 10        | Rimbalzi | 9 Echenique |

| Arbitri: | Bradley Jon Giersch Milivoje Jovčić Michael John Weiland |

|            |          |             |
| Vásquez 24 | Punti    | 28 Kleiza   |
| Vásquez 7  | Assist   | 8 Kalnietis |
| Graterol 8 | Rimbalzi | 8 Mačiulis  |

| Arbitri: | Vicente Bultó Yuji Hirahara Nachid Messaoudi |

|                         |          |                  |
| Kleiza 22               | Punti    | 20 Obasohan      |
| Kalnietis 8             | Assist   | 3 Oyedeji, Skinn |
| Mačiulis, Valančiūnas 5 | Rimbalzi | 9 Aminu          |

#### Gruppo C
| Squadra         | P.ti | G | V | P | PF  | PS  | DP  |
| --------------- | ---- | - | - | - | --- | --- | --- |
| Russia          | 4    | 2 | 2 | 0 | 175 | 125 | +50 |
| Rep. Dominicana | 3    | 2 | 1 | 1 | 164 | 169 | -5  |
| Corea del Sud   | 2    | 2 | 0 | 2 | 141 | 186 | -45 |

##### Risultati
| Arbitri: | Bradley Jon Giersch Milivoje Jovčić Nachid Messauodi |

|              |          |                    |
| Kirilenko 16 | Punti    | 15 Lee             |
| Šved 4       | Assist   | 4 Kim S., Kim T.S. |
| Chrjapa 9    | Rimbalzi | 5 Kim J., Kim T.S. |

| Arbitri: | Matej Boltauzer Alejandro César Chiti Longsheng Qiao |

|                 |          |                  |
| Lee 21          | Punti    | 30 Horford       |
| Kim T.S. 6      | Assist   | 4 Horford, Ramón |
| tre giocatori 6 | Rimbalzi | 25 Martínez      |

| Arbitri: | Rüştü Nuran Juan José Fernández Roberto Oliveros |

|             |          |                       |
| Horford 22  | Punti    | 16 Fridzon, Kirilenko |
| Coronado 5  | Assist   | 7 Kirilenko           |
| Martínez 12 | Rimbalzi | 13 Kirilenko          |

#### Gruppo D
| Squadra       | P.ti | G | V | P | PF  | PS  | DP  |
| ------------- | ---- | - | - | - | --- | --- | --- |
| Macedonia     | 3    | 2 | 1 | 1 | 168 | 150 | +18 |
| Angola        | 3    | 2 | 1 | 1 | 152 | 152 | 0   |
| Nuova Zelanda | 3    | 2 | 1 | 1 | 130 | 148 | -18 |

##### Risultati
| Arbitri: | John Weiland Juan Jose Fernandez Yuji Hirahara |

|           |          |                      |
| Mingas 24 | Punti    | 21 McCalebb          |
| Mingas 6  | Assist   | 5 Kostoski, McCalebb |
| Gomes 11  | Rimbalzi | 7 Samardžiski        |

| Arbitri: | Vicente Bultó Roberto Oliveros Rüştü Nuran |

|             |          |            |
| McCalebb 23 | Punti    | 11 Pledger |
| McCalebb 11 | Assist   | 6 Kenny    |
| Antić 10    | Rimbalzi | 11 Pledger |

| Arbitri: | Juan Carlos García González Milivoje Jovčić Qiao Longsheng |

|            |          |                     |
| Webster 21 | Punti    | 17 Mingas           |
| Tait 5     | Assist   | 3 quattro giocatori |
| Pledger 9  | Rimbalzi | 10 Mingas           |

### Fase ad eliminazione diretta
Non è prevista finale ma uno spareggio tra le due perdenti le semifinali, in quanto le due squadre finaliste sono qualificate automaticamente al Torneo olimpico.
|  | Quarti di finale | Quarti di finale | Quarti di finale |  |  | Semifinali      | Semifinali      | Semifinali |  |
|  |                  |                  |                  |  |  |                 |                 |            |  |
|  | A1               | Grecia           | 79               |  |  |                 |                 |            |  |
|  | B2               | Nigeria          | 80               |  |  | Nigeria         | Nigeria         | 77         |  |
|  | C1               | Russia           | 80               |  |  | Russia          | Russia          | 85         |  |
|  | D2               | Angola           | 65               |  |  |                 |                 |            |  |
|  | B1               | Lituania         | 76               |  |  |                 |                 |            |  |
|  | A2               | Porto Rico       | 72               |  |  | Lituania        | Lituania        | 109        |  |
|  | D1               | Macedonia        | 76               |  |  | Rep. Dominicana | Rep. Dominicana | 83         |  |
|  | C2               | Rep. Dominicana  | 86               |  |  |                 |                 |            |  |

|  | Finale 3º posto |                 |    |  |
|  |                 |                 |    |  |
|  | Nigeria         | Nigeria         | 88 |  |
|  | Rep. Dominicana | Rep. Dominicana | 73 |  |

#### Risultati

##### Quarti di finale
| Arbitri: | Matej Boltauzer Bradley Jon Giersch Nachid Messaoudi |

|                   |          |           |
| Fridzon 18        | Punti    | 20 Mingas |
| Kirilenko, Šved 5 | Assist   | 4 Barros  |
| Monja 6           | Rimbalzi | 9 Paulo   |

| Arbitri: | Vicente Bultó Juan José Fernández Roberto Oliveros |

|              |          |          |
| Spanoulīs 25 | Punti    | 17 Diogu |
| Spanoulīs 5  | Assist   | 2 Aminu  |
| Spanoulīs 7  | Rimbalzi | 12 Diogu |

| Arbitri: | Michael John Weiland Rüştü Nuran Yuji Hirahara |

|                         |          |            |
| McCalebb 35             | Punti    | 28 Horford |
| Ilievski, Stojanovski 3 | Assist   | 5 Coronado |
| Samardžiski 13          | Rimbalzi | 15 Horford |

| Arbitri: | Juan Carlos Garcia Gonzalez Alejandro César Chiti Milivoje Jovcic |

|                           |          |            |
| Kleiza, Kalnietis, 14     | Punti    | 17 Galindo |
| Jasikevičius, Kalnietis 3 | Assist   | 8 Arroyo   |
| Mačiulis 11               | Rimbalzi | 12 Peavy   |

##### Semifinali
| Arbitri: | Milivoje Jovčić Michael John Weiland Yuji Hirahara |

|                     |          |             |
| Dagunduro, Diogu 16 | Punti    | 22 Šved     |
| Dagunduro 5         | Assist   | 6 Šved      |
| Diogu 14            | Rimbalzi | 8 Kirilenko |

| Arbitri: | Vicente Bultó Juan José Fernández Bradley Jon Giersch |

|               |          |             |
| Mačiulis 19   | Punti    | 13 Martínez |
| Kalnietis 9   | Assist   | 4 Coronado  |
| Valančiūnas 7 | Rimbalzi | 10 Martínez |

##### Spareggio
| Arbitri: | Juan Carlos García González Matej Boltauzer Rüştü Nuran |

|                    |          |            |
| Diogu 25           | Punti    | 17 García  |
| Dagunduro, Skinn 5 | Assist   | 3 Coronado |
| Diogu 10           | Rimbalzi | 9 Martínez |

## Verdetti
Qualificate ai Giochi della XXX Olimpiade:
- Russia
- Lituania
- Nigeria